# Julen Lopetegui
Julen Lopetegui Argote (Asteasu, 28. kolovoza 1966.) španjolski je nogometni trener i bivši igrač. Tenutačno je bez kluba.
Kao igrač bio je golman, odigrao je 17 sezona, u La Ligi za Real Madrid, Logrones, Barcelonu i Rayo Vallecano.
Lopetegui je postao trener 2003. godine, trenirao je par omladinskih timova Španjolske, bio je također trener A tima Španjolske 2 godine, ali je prije Svjetskog prvenstva u Rusiji 2018. godine dogovorio odlazak u Real Madrid i treniranje A tima. Trenirao je Rayo Vallecano, Porto, Real Madrid, Sevillu i Wolverhampton Wanderers.    

## Sevilla
Dana 5. lipnja 2019. Lopetegui imenovan je novim menadžerom Seville. U njegovoj prvoj godini završili su četvrti kako bi se kvalificirali za Ligu prvaka, a 21. kolovoza pobijedili su milanski Inter s 3:2 u finalu UEFA Europske lige 2019./20., što mu je bio prvi klupski trofej.